# Carl Helsted
Pour les articles homonymes, voir Helsted.
Carl Adolph Helsted (Copenhague, 4 janvier 1818 – Copenhague, 7 juin 1904) est un musicien et compositeur danois.

## Biographie
Il est le frère du compositeur Edvard Helsted et le père de Gustav Helsted (également musicien) et de Viggo Helsted (peintre). Son propre père était aussi musicien : il jouait du cor dans un régiment.
Après son éducation musicale, Carl Helsted est flûtiste dans La Garde royale en 1834, mais dès 1837, il est employé à la Chapelle royale. De 1870 à 1884, il est chef de chœur (« Syngemester »), à l'opéra et vice maître de chapelle. Outre sa carrière de flûtiste, Helsted enseigne à la fois au Danemark, mais également en Allemagne et en France. À partir de 1842, il forme nombre d'élèves pour le Théâtre royal. Helsted a eu une grande influence dans la seconde moitié du siècle sur les chanteurs et le programme vocal dans son ensemble. On prétend que c'est grâce à lui que le Danemark avait à l'époque, un grand nombre de chanteurs de talent qui pourraient s'affirmer internationalement.
À partir de 1867-1902 , il est également professeur à l'Académie de musique et à la mort de Niels Gade en 1890, il est membre du conseil d'administration de l'académie jusqu'en 1901. Il est fait Chevalier de la Dannebrog en 1866, en 1893 Dannebrogsmand. Il a reçu le titre de professeur en 1884.
Il est enterré au Cimetière Holmens.

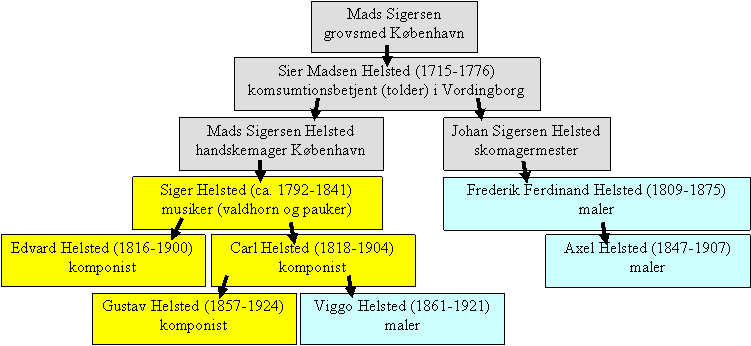
Membre de la famille Helsted.

## Distinctions
- Chevalier de l'ordre de Dannebrog

## Œuvres
Carl Helsted prend part en 1840 à un concours de composition que Gade a remporté avec son ouverture « Ossian », sa propre contribution obtenant une mention honorable. Plusieurs de ses grandes œuvres ont été jouées, mais il n'a composé qu'au début de sa carrière, au bénéfice de son engagement dans la pédagogie du chant, peut-être parce qu'il a réalisé que Gade prenait trop de place dans la vie musicale.
- op. 1 – mélodies allemandes (6 Gesänge für eine Singstimme)
- op. 2 – Quatuor avec piano (piano, violon, alto et violoncelle)
- op. 4 – Trois poèmes de von Schack Staffeldt
- op. 5 – Cinq mélodies
- op. 7 – Trois poèmes par Christin Winther (piano et chant)
- Quatuor à cordes 1837
- 3 Poèmes de William Blake pour voix avec piano
- Cantate festive, répertoriés dans Lyngby de l'Église, par le Roi (Christian VIII) et la Reine de la première présence dans l'Église après le Couronnement de Frederiksborg (solistes, chœur, et peut-être l'orgue avec son frère Edouard, 1840)
- Quatuor à cordes en mi-bémol majeur (1841/ 1862)
- Hymne (solistes, chœur et orchestre, 1841)
- Ouverture en ré mineur (1841)
- Symphonie no. 1 en ré majeur (1842)
- Idyllique symphonie no. 2 en fa majeur (1844)
- Quatuor avec piano en mi-bémol majeur (1844)
- Stjernelil (mélodie 1848)
- Liden Kirsten (soprano, chœur et orchestre – 1851)
- En Aften i Rivoli [Un soir de Rivoli] (vaudeville en un acte. Musique arrangée par C Helsted
- Nu Dagen lukket har sit Øje [Maintenant, le jour a fermé ses yeux] (mélodie)
- Vaaren af Frederik Paludan-Müller (1845)
- Une nuit d'été (mélodie)
- Sov nu sødt i hellig Fred!  [Dormir maintenant, dans la sainte Paix !] (chœur d'hommes)
- En Comedie i det Grønne (texte : H. C. Andersen)
- L'Invisible Sprogø, Plaisanterie spectaculaire en un acte (texte : H. C. Andersen)